# Liste der Straßen und Plätze in Radebeul-Niederlößnitz
Die Liste der Straßen und Plätze in Radebeul-Niederlößnitz ist ein Auszug aus der Liste der Straßen und Plätze in Radebeul, ergänzt um die jeweiligen Koordinaten sowie um Fotos. Sie gibt eine Übersicht über die Straßen und Plätze im Stadtteil Niederlößnitz der sächsischen Stadt Radebeul. Angeführt werden neben den Namen auch die Stadtteile, durch die die Straßen auch noch verlaufen, das Jahr der letzten Namenswidmung, der Namensgeber sowie ihre ehemaligen Namen. Darüber hinaus sind die in den zugehörigen Straßen (A–L) sowie (M–Z) liegenden, denkmalgeschützten Bauwerke bzw. Sehenswürdigkeiten wie auch die dort liegenden, mit einem Radebeuler Bauherrenpreis ausgezeichneten Gebäude mit ihren Hausnummern aufgeführt, dazu Anmerkungen sowie ehemalige Bewohner dieser Straße.

## Legende
Die in der Tabelle verwendeten Spalten listen die im Folgenden erläuterten Informationen auf:
- Straßen-/ Platzname: Bezeichnung der einzelnen Straßen und Plätze. (Darunter in Klammern die Koordinaten.)

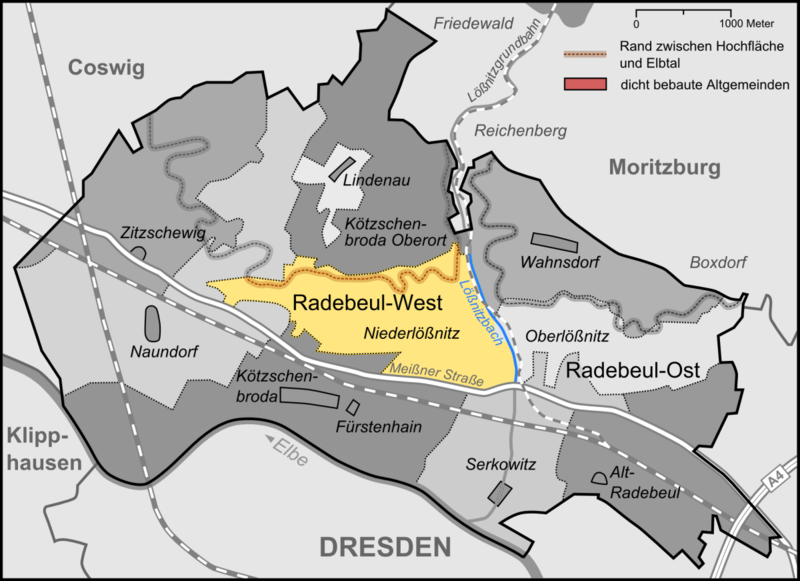
Übersicht über die Lage der Radebeuler Stadtteile

- Weitere Stadtteile: Radebeuler Stadtteile, durch die die Straße ebenfalls führt.
  - FUE: Fürstenhain (Straßenliste)
  - KOE: Kötzschenbroda (Straßenliste)
  - KOO: Kötzschenbroda-Oberort (Straßenliste)
  - LIN: Lindenau (Straßenliste)
  - NAU: Naundorf (Straßenliste)
  - NDL: Niederlößnitz
  - OBL: Oberlößnitz (Straßenliste)
  - RAD: Alt-Radebeul (Straßenliste)
  - SER: Serkowitz (Straßenliste)
  - WAH: Wahnsdorf (Straßenliste)
  - ZIT: Zitzschewig (Straßenliste)
- Widmung: Datum der Namenswidmung.
- Namensgeber: Namensgeber der letztmaligen Namenswidmung.
- Alte Namen: Vorherige Namen der Straßen und Plätze.
- Denkmale. Sehenswürdigkeiten. Bauherrenpreise: Hausnummern der in dieser Straße liegenden Denkmale, Kulturdenkmale, Sehenswürdigkeiten (z. B. Erwähnung im Dehio)[1][2][3][4] oder Bauherrenpreise. (Nummern in Klammer geben die Grundstücksnummer bei namentlich genannten Denkmalen oder Sehenswürdigkeiten an.)
- Bemerkung. Bewohner: Nähere Erläuterung sowie ehemalige Bewohner dieser Straße.
- Bild: Foto der Straße oder des Platzes.

## Straßen- und Platzverzeichnis
| Straßen- / Platzname                | Weitere Stadtteile      | Widmung                 | Namensgeber                                       | Alte Namen | Denkmale. Sehenswürdigkeiten. Bauherrenpreise | Bemerkung. Bewohner | Bild |
| ----------------------------------- | ----------------------- | ----------------------- | ------------------------------------------------- | --- | --- | --- | --- |
| Alfred-Naumann-Straße (Lage)        |                         | 1920                    | Alfred Naumann                                    | Königstraße | 13, 15 | Naumann wohnte Ledenweg 14 | Alfred-Naumann-Straße. Blick nach Westen                                                                                          |
| Altfriedstein (Lage)                |                         | 1902                    | Altfriedstein                                     | | 6, 7 | siehe auch Villenkolonie Altfriedstein | Pavillon an der südwestlichen Grundstücksecke der Meyerburg, links oben deren Turmspitze. Blick die Straße Altfriedstein hinunter |
| Am Bornberge (Lage)                 | KOE                     | 1935                    |                                                   | Borngasse, 1883 Bornstraße | 2, 9, 10, 16 | nach einer schon zu Anfang des 17. Jh. belegten Weinbergsbezeichnung | Am Bornberge nach Westen (li. Kötzschenbroda, re. Niederlößnitz)                                                                  |
| Am Gymnasium (Lage)                 |                         | 1999                    | Gymnasium Luisenstift                             | | | | |
| Am Heiteren Blick (Lage)            |                         | 1999                    | Gaststätte Heiterer Blick                         | | | | Am Heiteren Blick nach Norden |
| Am Jacobstein (Lage)                | NAU                     | 1935                    | Jacobstein                                        | 1714 Berggasse, vor 1897 Grenzstraße, 1897 Friedrichstraße | 1, 2, 40 | historische Berggasse, schon in den Kötzschenbrodaer Rügen (1497) erwähnt. Johann George Ehrlich, Johann Peter Hundeiker, Christian Friedrich von Gregory | Am Jacobstein. Blick nach Westen                                                                                                  |
| Am Rosenhof (Lage)                  |                         | 1925                    |                                                   | | | | |
| An der Jägermühle (Lage)            | OBL                     | 1935                    | Jägermühle                                        | 1897 Grundstraße, 1901 Bachstraße | 1, 3, 5 | | |
| Auf den Bergen (Lage)               |                         | 1897                    |                                                   | Paradiesweg | 9, 11, 15 | alter Weinbergsweg | |
| Blumenstraße (Lage)                 |                         | 1891                    |                                                   | | 4, 5, 6, 9, 11, 12, 15, 16, 17, 19, 21 | Karl Sinkwitz, Carl v. Waeber | |
| Bodelschwinghstraße (Lage)          |                         | 1945                    | Friedrich von Bodelschwingh der Ältere            | 1893 Mathildenstraße | 2, 6, 8, 10 | | Bodelschwinghstraße nach Westen                                                                                                   |
| Borstraße (Lage)                    |                         | 1883                    |                                                   | um 1600 Buhrgaß, 1843 Borweg, 1875 Bohr-Gaß | 3a, 4/4c, 7, 9, Kath. Pfarramt mit Christ-Königs-Kapelle (11), Kirche Christus König (11), 14, 15, 17, 17a, 19, 27, 28, Einfriedung und Tor Nr. 33 (Gartenseite an der Meißner Straße), Nr. 41, 47, 54, 58 | nach dem historischen Flurnamen „off dem bore“ (sorb. „bor“, Kiefer/Föhre). Wilhelmine Heimburg, Max Lehnig, Walther Ruge (Nr. 31), Moritz Lilie (Nr. 38), Oscar Pletsch (Nr. 57), Franz Jörissen (Nr. 55) | Borstraße Ri. Westen, Kreuzung mit der Zillerstraße, 2021                                                                         |
| Burgstraße (Lage)                   |                         | 1905                    | Friedensburg                                      | 1786 Kerbe, 1874 Steinigtweg | 2, 4, 5 | | Burgstraße etwas oberhalb des Wasserreservoirs                                                                                    |
| Carl-Pfeiffer-Straße (Lage)         | KOE                     | 1954                    | Carl Pfeiffer                                     | | | Pfeiffer lebte im Knollenweg 8 | |
| Dr.-Külz-Straße (Lage)              |                         | 1948                    | Wilhelm Külz                                      | 1875 Grüne Straße, 1939–45 Erich-Kunz-Straße | 2, 4, 16, 18, 20, 21, 22, 24, 26, 25, 32, 34, 40 | | Dr.-Külz-Straße. Blick nach Norden.                                                                                               |
| Dr.-Rudolf-Friedrichs-Straße (Lage) | KOE, WAH                | 1947                    | Rudolf Friedrichs                                 | Lange Straße, 1934–45 Langemarkstraße | 12, 13, 17, 19, 22, 24, 26, 25, 27, 31, 42 | Max von Weddig | Dr.-Rudolf-Friedrichs-Straße nach Südwesten                                                                                       |
| Finstere Gasse (Lage)               | KOO                     | 1652 urkundlich erwähnt |                                                   | 19. Jh. Finstergasse | 2, 4, 5 | bereits 1652 urkundlich erwähnte Berggasse. Wolfgang Balzer | Finstere Gasse nach Süden |
| Gemssteig (Lage)                    |                         | ca. 1800                |                                                   | Chemnitzgäßchen | | historische Berggasse, als Weiterführung des Ledenwegs bereits in den Kötzschenbrodaer Rügen (1497) erwähnt. Der Name ist eine Verballhornung von Kempnitz oder Kampnitz (slaw. für steiniger/felsiger Weg) | |
| Gradsteg (Lage)                     | KOE                     | 1897                    |                                                   | 1497 „der gerade steygk“ | 19, 34, 41, 44, 50, 51, 58 | historischer Verbindungsweg zwischen Kötzschenbroda und der zugehörigen Weinbergflur mit schnurgerader Wegführung. August Hermann Kreyssig (Nr. 30), Sebastian Hofmüller und Max Hofmüller (Nr. 42 Sängers Heim), Paul Wilhelm (Nr. 46), Max König (Nr. 46) | |
| Gröbastraße (Lage)                  |                         | 1927                    | Gröba-Siedlung                                    | ca. 1900 Grüne Straße | 1, 3, 5, 14/16 | Alfred Fellisch (Nr. 10) | |
| Heinrich-Heine-Straße (Lage)        |                         | 1945                    | Heinrich Heine                                    | 1890 Weststraße, 1936 Gneisenaustraße | 5, 6, 7, 8, 10, 11a, 12 | Fritz Spindler, F. A. Bernhard Große | |
| Heinrich-Zille-Straße (Lage)        | KOE                     | 1945                    | Heinrich Zille                                    | seit dem späten 19. Jh. Grenzstraße, 1933 Franz-Seldte-Straße (Westteil bis Rosa-Luxemburg-Platz), seit dem späten 19. Jh. Magdalenenstraße, 1934 Ludendorffstraße (Ostteil ab Rosa-Luxemburg-Platz) | 1, 5, 13, 13a, 15, 20, 22, 24, 26, 28, 30, 32, 34, 29a, 36, 39, 46, 56, 66, 68, 82 | entlang eines alten, bereits um 1600 verzeichneten Viehwegs. Heinrich Germer | Heinrich-Zille-Straße in Niederlößnitz. Blick nach Westen.                                                                        |
| Heinrichstraße (Lage)               |                         | 1894                    | Heinrich Völkel                                   | | 1, 7, 9 | der Kötzschenbrodaer Bauunternehmer baute die Straße aus und errichtete sich dort sein Wohnhaus | |
| Hohe Straße (Lage)                  | KOE                     | 1891, 1991              |                                                   | 1933–35 Martin-Mutschmann-Straße, 1935–45 Hans-Schemm-Straße, 1945–91 Scheringerstraße | 29, 33, 35, 38, 39, 41, 45 | Silvia Brand, Thea von Harbou (Nr. 37: Villa Thea) | Hohe Straße und Minckwitzsches Weinberghaus                                                                                       |
| Höhenweg (Lage)                     | KOO                     | 1897                    |                                                   | | 1, 5, 17 | alter Weinbergsweg. Hanni Weisse | Höhenweg. Blick nach Osten. |
| Horst-Viedt-Straße (Lage)           |                         | 2010                    | Horst Viedt                                       | 1897 Südstraße, 1920 Ludendorffstraße, 1929 Friedewaldstraße, 1933 Schlageterstraße, 1945 Horst-Vieth-Straße (Falschschreibung)                                                                      | 1, 3, 11, 15, 19, 21 | Horst Viedt, Mitglied des Nationalkomitees Freies Deutschland. Die falsche Schreibweise des Straßennamens wurde 2010 korrigiert. Aegidius Strauch | |
| Humboldtstraße (Lage)               |                         | 1894                    | Alexander von Humboldt                            | | 1, 3, 5, 7, 9, 11 | Alfred Müller | |
| Jagdweg (Lage)                      |                         | 1897                    |                                                   | | 6, 7 | alte Wegeverbindung. Name schon vorher gebräuchlich. Kurt Türke | |
| Jägerhofstraße (Lage)               | KOO, LIN                | 1925                    | Gasthaus „Zum Jägerhof“                           | 1903 Semperstraße | 17a, 33, 47 | | |
| Johannesstraße (Lage)               |                         | 1897                    |                                                   | | 6/6a, 11, 13, 15 | | |
| Karl-Kröner-Straße (Lage)           |                         | 1998                    | Karl Kröner                                       | | | | |
| Karl-Liebknecht-Straße (Lage)       |                         | 1945                    | Karl Liebknecht                                   | 1885 Königstraße | 1, 3, 4, 8, 10, 11, 12, 13, 14, 17 | sollte vor 1885 zur Hauptstraße von Niederlößnitz ausgebaut werden. Friedrich Wilhelm Nevoigt, Alfred Naumann | |
| Karlstraße (Lage)                   |                         | nach 1900               | Carl Barthel                                      | 16. Jh. Steinberggäßchen, um 1600 Steinigtweg, um 1880 Carlstraße | 1, 4, 5, 8, 9, 10 | Carl Barthel war Anwohner, Gastwirt, Weinhändler, 1. Gemeindeältester und Ortsrichter. Ihm gehörte die anliegende Restauration Schweizerhaus | |
| Käthe-Kollwitz-Straße (Lage)        | KOE                     | 1945                    | Käthe Kollwitz                                    | 1874 Augustusstraße, 1934 Graf-von-Spee-Straße | 26 | Straßenanlage 1874. Hellmuth Rauner (Nr. 15), Wilhelm Heine (Nr. 24) | Käthe-Kollwitz-Straße (Niederlößnitz) nach Norden                                                                                 |
| Kellereistraße (Lage)               |                         | 1991                    | Sektkellerei Bussard                              | 1879 Forststraße, 1924 Weinbergstraße, 1935 Knohllnstraße, 1938 Herbigstraße, 1967 Georg-Weig-Straße                                                                                                 | 1, 3, 8 | Teil der alten Kötzschenbrodaer Viehtriebe | |
| Klara-May-Weg (Lage)                |                         | 1999                    | Klara May                                         | | | Klara May wohnte Karl-May-Straße 5 | |
| Körnerweg (Lage)                    |                         | 1898                    | Theodor Körner                                    | | 2, 3, 4, 5, 6, 10 | ehemaliger Privatweg. Herbert König, Emil Peschel (ließ die Straßenbenennung vornehmen), Julius Dehne | |
| Kottenleite (Lage)                  | NAU, KOO                | 1924                    |                                                   | Kottenleitenweg, 1900 Forststraße | | entlang eines alten Viehwegs zwischen Naundorf und Lindenau, der östlich gelegene Hang bereits im frühen 19. Jh. Kottenleithe | |
| Ledenweg (Lage)                     | KOE                     | 1935 (nördlicher Teil)  |                                                   | 1497 „fußsteygk zu den kempnitz hinan“, bis 1935 Schulstraße | 13, 14, 21, 22, 31, 35, 39, 41, 43 | alter Weg, Name von Lehde abgeleitet. Clara Salbach, Alfred Naumann, Adolf von Rabenhorst (Nr. 34) | |
| Lindenaustraße (Lage)               |                         | 1905                    | Lindenau                                          | | 3, 4, 6, 7, 9, 9a, 12 | siehe auch Villenkolonie Altfriedstein | Lindenaustraße, Blick Richtung Norden, li. Landhaus Lutzmann, re. Einfamilienhaus Bernhard Hartmann                               |
| Ludwig-Richter-Allee (Lage)         | KOE                     | 1945                    | Ludwig Richter                                    | 1875 Thienemanns Allee, 1901 Alleestraße, 1933 Horst-Wessel-Straße | 6, 8, 9, 15, 17, 21, 24, 27, 28, 30, 31, 32, 33 | Adolf Neumann, Melitta und Helene Meyer genannt von Sallawa und Radau, Senfft von Pilsach, Benno von Massow (Nr. 19) | |
| Magdalenenstraße (Lage)             |                         | 1999                    | Magdalenenasyl „Talitha kumi“                     | | | das Magdalenenasyl „Talitha kumi“ (heute Hedwig-Fröhlich-Haus) liegt in der Heinrich-Zille-Straße 15 | |
| Makarenkostraße (Lage)              |                         | 1967                    | Anton Semjonowitsch Makarenko                     | ca. 1900 Friedrich-August-Straße (nach dem Anwohner Friedrich August Ramm), 1935 August-Iffert-Straße                                                                                                | 5, 7, 8 | Max Witschel | |
| Meißner Straße (Lage)               | KOE, NAU, ZIT, SER, RAD | 1935, 1991 erneuert     | Meißen                                            | 1788 Chaussee bzw. Leipzig-Dresdner Chaussee, Dresdner Straße, Meissener Straße, 1935 Meißner Straße, 1945 Stalinstraße, 1961 Wilhelm-Pieck-Straße                                                   | Landesbühnen Sachsen (152), 154, 158, 162, 172 | Teil der Fernchaussee Dresden-Leipzig, die 1788 die hochwassergefährdete Fernstraße (Kötzschenbrodaer Straße) ersetzte. Friedrich Wilhelm Eisold | Stammhaus in Radebeul |
| Mittlere Bergstraße (Lage)          | NAU, ZIT                | 1897                    |                                                   | | Schloss Wackerbarth, 4 | Teil der historischen Salzstraße | |
| Mohrenstraße (Lage)                 | NAU                     | 1915                    | Mohrenhaus                                        | 1715 Wüste Gasse, 19. Jh. Hohlweg um 1895 Ebengäßchen | 5, Mätressenschlösschen (10) | siehe auch Villenkolonie Altfriedstein | Mohrenstraße am oberen Ende, Blick bergab. Rechts die Stützmauer zum Anwesen mit dem Mätressenschlösschen                         |
| Moritzburger Straße (Lage)          | KOE, KOO, LIN           | 1865                    | Moritzburg                                        | 1497 Fahrweg unter dem Leyme (Leimgrund) | 14, 19, 33, 37, 40, 41, 42, 44, 45, 50, 51, 53, 52, 54, 56, 60 | entlang des alten Viehwegs zwischen Kötzschenbroda und Lindenau. Familien von Schonbergk, von Bose, Alwin Bauer, Oskar Wilhelm Schuster, Wilhelm Schöpff (Nr. 23). Sektkellerei Bussard | Moritzburger Straße bei Haus Arendts                                                                                              |
| Neufriedstein (Lage)                |                         | 1898                    | Neufriedstein                                     | Auf den Bergen | 1, Neufriedstein (2), 2a, 3a, 4, 5 | Herren von Köckeritz auf Burg Wehlen, Johann George Ehrlich | Neufriedstein bei Haus 3a. Blick bergab zum Herrenhaus.                                                                           |
| Nordstraße (Lage)                   |                         | 1886                    |                                                   | | 4 | Theodor Lobe | Nordstraße, Blick Richtung Norden, re. Villa Nordstraße 4, auf der Hangkante die Friedensburg                                     |
| Obere Bergstraße (Lage)             |                         | 1991                    |                                                   | um 1600 Hohe Gasse, 1875 Obere Gasse, Ende 19. Jh. Obere Bergstraße, 1905 Hohenzollernstraße, 1945 Rolf-Helm-Straße                                                                                  | 1, 3, 5, 7, 12, 13, 14, 16, 20, Minckwitzscher Weinberg (30, 30a, 30b), 35, 42, 44, 54, 56, 57, 58, 63, 64, 65, 65a-d, 82, 84                                                                              | Heinrich Henning August von Bredow, Familie von Minckwitz, Paul Wilhelm, Friedrich Wilhelm Nevoigt, Ruth Meier, Otto Steche | Minckwitzsches Weingut, Obere Bergstraße                                                                                          |
| Obere Burgstraße (Lage)             | KOO                     | 1934                    | Friedensburg                                      | | 6 | Max Strauß | Obere Burgstraße neben der Friedensburg, führt den Berg hinunter                                                                  |
| Paradiesstraße (Lage)               |                         | ca. 1850                | Paradies                                          | Niederer und Oberer Paradiesweg | 1, 3, 4, 5, 15, 18, 22, 26, 36, 46, 48, 54a, 56, 58, Grundhof (66/68) | schon um 1600 bestehender Weg. Hofprediger Christian Ehrgott Raschig, Johann Friedrich Anton Dehne, Reichsgerichtsrat a. D. Otto Suppes, Wilhelm Claus, Karl Kröner, Paul Wilhelm, Otto Rometsch, Gunter Herrmann, Georg Fritz Weiß (Nr. 9), Ernst Kuchenbuch (Nr. 19), Eugen Herbert Kuchenbuch (Nr. 19)                                                                            | Lehr- und Erziehungsanstalt, Lithografie, um 1823                                                                                 |
| Patty-Frank-Weg (Lage)              |                         | 1999                    | Patty Frank                                       | | | | |
| Prof.-Wilhelm-Ring (Lage)           |                         | 1967                    | Paul Wilhelm                                      | 1903 Brühlstraße (nördlicher Teil), Lamsbachstraße (südlicher Teil) | Altfriedstein (1), 10, 16, 18, 19, 20, 26, Parkanlage, 28b | Siehe auch Villenkolonie Altfriedstein. Andreas Allenbecke von „Freibergk“, Christian Siegmund von Reichenbrodt auf Schrenkendorf, Oberlandweinmeister Friedrich Roos, Heinrich von Brühl, Louise Sophia Johanna Gräfin von Zinzendorf und Pottendorf, Ludwig Graf Senfft von Pilsach, Schilling & Graebner, Jeanne Berta Semmig, Ellen Schou, Alfred Sparbert, Martin Andersen Nexø | Prof.-Wilhelm-Ring oberer Teil, Blick Richtung Westen auf die Villa Schwarze                                                      |
| Rennerbergstraße (Lage)             |                         | 1899                    | Rennerberg                                        | | 5, 7, 9, 11, 11a, 12, 14, 19/21/23 | nach der Familie Renner, über deren Weinberg die Straße geführt wurde. Walter König, Gussy Ahnert, Erich Weber | Rennerbergstraße |
| Robert-Koch-Straße (Lage)           |                         | 1967                    | Robert Koch                                       | 1895 Bismarckstraße, 1933–45 Teil der Dietrich-Eckhartstraße, 1945 Teil der Soermusstraße | 3 | | |
| Rosa-Luxemburg-Platz (Lage)         |                         | 1945                    | Rosa Luxemburg                                    | Ende 19. Jh. Königsplatz, Magdalenenplatz, 1939 Ludendorffplatz | 1, 2, 3, 5 | | Rosa-Luxemburg-Platz mit ehemaligem Rathaus                                                                                       |
| Schuchstraße (Lage)                 |                         | 1883                    | Ernst von Schuch                                  | vor 1878 Gäßchen hinter der Weintraube, 1878 Weintraubenstraße | 2, 4, 6, 15/17 | Benannt auf Antrag von Ernst von Schuch, der dort wohnte. Ernst von Schuch, Clementine von Schuch-Proska, Liesel Schuch-Ganzel, Holm Eppendorff, Peter Hölzel (Nr. 9) | Schuchstraße nach Norden |
| Schweizerstraße (Lage)              |                         | 1897                    | Schweizerstil, der Baustil der anliegenden Villen | 1884 Neue Straße, 1934–45 Von-Killinger-Straße | 3, 5, 6, 13, 15, 23 | Max Manitius (nach 1911–1933, Nr. 11) | Schweizerstraße nach Norden |
| Soermusstraße (Lage)                |                         | 1945                    | Eduard Sõrmus                                     | 1935 Dietrich-Eckart-Straße | | Sõrmus trat auch in Radebeul auf | |
| Stosch-Sarrasani-Straße (Lage)      |                         | 1999                    | Stosch-Sarrasani                                  | Dr.-Külz-Straße | 37, 39, 41, 43, 45 | vorher teilweise zur Dr.-Wilhelm-Külz-Straße gehörig. Stosch-Sarrasani sen. wohnte Gartenstraße 30; seinen Zirkus baute er im heutigen „Sarrasanihaus“ (Gartenstraße 54) auf | |
| Straße der Jugend (Lage)            |                         | 1967                    |                                                   | 1897 Louisenstiftstraße | 3 | | |
| Terrassenstraße (Lage)              |                         | 1905                    |                                                   | Kühnestraße | 1 | | |
| Thomas-Mann-Straße (Lage)           |                         | 1945                    | Thomas Mann                                       | 1891 Kaiserstraße (Nordteil), 1892 Teskestraße (Südteil bis zur Königstraße (Karl-Liebknecht-Straße))                                                                                                | 1, 2, 3, 4, 6, 15, 20 | Hugo Große, Charles Garke | Thomas-Mann-Straße nach Norden |
| Werner-Wittig-Weg (Lage)            |                         | 2022                    | Werner Wittig                                     | Öffentlicher Weg Nr. 31 | | | |
| Wilhelm-Busch-Straße (Lage)         | KOE                     | 1945                    | Wilhelm Busch                                     | 1905 Carolastraße, 1924 Admiral-Scheer-Straße | 9, 10, 11, 12, 16 | Adolf Neumann, Felix Sommer | |
| Wilhelmstraße (Lage)                |                         | 1886                    | Bauunternehmer Wilhelm Schumann                   | Dittrichstraße | 3 | | |
| Winzerstraße (Lage)                 |                         | 1905                    |                                                   | im 15. Jh. Hausgass(e), Berggasse, 18. Jh. Obere Berggasse, 1878 Mittlere Berggasse, 1880 Mittlere Bergstraße, 1950–92 Straße der Jungen Pioniere (östlicher Teil)                                   | 2, 3, 5a, 14, 22/24, 25, 25a, 27, 28, 29, 34, 35, 38, 43, 46, 47, 48a, 49, 55, 60, 61a, 67, 73, 79, 80, 82, 83, 84                                                                                         | historische Berggasse, Teil der alten Salzstraße. Maximilian August von Schmieden, August von Schmieden, Richard Steche, Martin Anton Niendorf (Nr. 72), Johann Georg von Welck (Nr. 8) | Westliche Winzerstraße: Haus Stephanie mit Tor, Haus Richter, Winzerhaus Beuhnsches Gut, Haus Lotter (von re. nach li.)           |
| Zillerplatz (Lage)                  |                         | Ende 19. Jh.            | Moritz Ziller                                     | um 1891 „Fontainenplatz. Zillerstrasse“, 1950–92 Platz der Jungen Pioniere | | | Zillerplatz |
| Zillerstraße (Lage)                 |                         | 1875                    | Moritz Ziller                                     | | 1, 2, 3, 4, 5, 6, 7, 10, 11, 13, 15, 16, 19, 21, 23 | Woldemar Lippert, Alexander Kircher, Ewald Jammers, Antonius Jammers | Zillerstraße von der Borstraße aus nach Norden                                                                                    |